# Pentecamenta kinabaluensis
Pentecamenta kinabaluensis är en skalbaggsart som beskrevs av Brenske 1896. Pentecamenta kinabaluensis ingår i släktet Pentecamenta och familjen Melolonthidae. Inga underarter finns listade i Catalogue of Life.